# Ефект Ребіндера
Ефект Ребіндера — зміна механічних властивостей твердих тіл внаслідок фізико-хімічних процесів, що викликають зменшення поверхневої (міжфазної) енергії тіла.

## Історія
«Ефект Ребіндера» відкритий Петром Олександровичем Ребіндером у 1928 р.

## Опис
Проявляється в зниженні міцності і підвищенні крихкості, пластичності твердих тіл, що полегшує їх руйнування, диспергування. Поверхневими процесами, що обумовлюють ефект Ребіндера, можуть бути адсорбція ПАР, змочування (особливо твердих тіл розплавами, близькими за молекулярною природою), електричний заряд поверхні, хімічні реакції.
Прикладом ефекту Ребіндера може бути виникнення крихкості металів під дією металічних розплавів, розтріскування гірських порід у присутності води, руйнування полімерних матеріалів під впливом органічних розчинників. В гірничій справі ефект Ребіндера використовують для інтенсифікації тонкого подрібнення гірських порід, при бурінні і проходці тунелів.
Ефект Ребіндера пояснює утворення деяких розломів у земній корі, вивітрювання гірських порід та ін.
Одним з наслідків ефекту Ребіндера є ефект «вивертання пор навиворіт» — адсорбційного розкриття поверхні порового простору. Внаслідок цього сумарний (інтегративний) гідрофільно-гідрофобний баланс зовнішньої поверхні вугільних зерен після їх подрібнення без застосування попереднього зволоження мінеральної (наприклад, вугільної) маси буде зсунутий у гідрофобну область, а при попередньому зволоженні — у гідрофільну («вивернута» поверхня пор більш гідрофільна, ніж свіжорозкрита по вугільній речовині). Гідрофілізація поверхні подрібненого з використанням ефекту Ребіндера вугілля покращує реологічні та стійкісні характеристики висококонцентрованої водовугільної суспензії (водовугільного палива).

## Сучасне трактування механізму дії ефекту
Сучасне теоретичне пояснення механізму дії ефекту Ребіндера включає, по-перше, розклинювальну дію адсорбованих у верхів'ях тріщин молекул, особливо молекул поверхнево-активних речовин, і також, по-друге, охолодження мікротріщин розміром у декілька атомів кристалічної ґратки у водному середовищі і у такий спосіб унеможливлення їх «заживляння». Наступні механічні впливи розширюють ці мікротріщини, що спричиняє руйнування твердого тіла.